# El monstruo (película de 1903)
El monstruo (Le Monstre) es un cortometraje mudo de la productora francesa Star Film del año 1903, dirigido y protagonizado por Georges Méliès. Esta película evoca la Egiptomanía que se vivió en Occidente durante el siglo XIX.

## Trama
Un príncipe egipcio contrata a un sacerdote para que resucite a su difunta esposa. El sacerdote recupera el esqueleto de la esposa de una tumba y reza una oración sobre él. Entonces el esqueleto cobra vida y comienza a bailar. El sacerdote envuelve el esqueleto en una tela, creando un monstruo envuelto que baila como un loco y crece rápidamente. 
El sacerdote dice otra oración, y el monstruo vuelve a su tamaño normal y se transforma en la esposa del príncipe. El sacerdote envuelve a la princesa con otro sudario y la arroja al príncipe. Cuando se desenrolla la tela, todo lo que queda es el esqueleto original.

## Producción
Méliès aparece como el sacerdote. Los efectos especiales se crearon mediante maquinaria escénica, paso de manivela y superposiciones; el esqueleto danzante era una marioneta movida mediante cables.

## Tema
La trama de la obra es una exacta inversión de una de las principales películas anteriores de Méliès, Desaparición de una dama en el teatro Robert-Houdin. En el primer film, una mujer viva se convierte en un esqueleto antes de recuperar su forma original; en este segundo, un esqueleto se convierte temporalmente en una mujer viva. Ambos films son ejemplos del memento mori en el arte. El monstruo también recuerda a una película de terror, aunque aun no se habían establecido en el cine los diversos géneros.
El diseño se inspira en la egiptomanía surgida por el descubrimiento de las artes y cultura del Antiguo Egipto a lo largo de todo el siglo XIX. Al igual que la película británica de 1901 estilísticamente parecida The Haunted Curiosity Shop, el diseño del filme de Méliès se basó en las concepciones occidentales sobre el Antiguo Egipto, visto ya desde los tiempos griegos y romanos como una cultura antiquísima, mística y misteriosa, creando una sensación de ritualismo y ocultismo antiguos. La película no se centra en la narrativa, sino que es una película de trucos en los que los elementos del Antiguo Egipto, filtrados a través de esa larga tradición de representación y popularidad en la cultura occidental, contribuyen a la sensación mágica.

## Estreno
El monstruo fue estrenada por la Star Films Company de Méliès y aparece numerada 481-482 en sus catálogos. En los catálogos estadounidenses de la compañía, el sacerdote egipcio fue identificado errónea y anacrónicamente como "un derviche".